# TCM-20

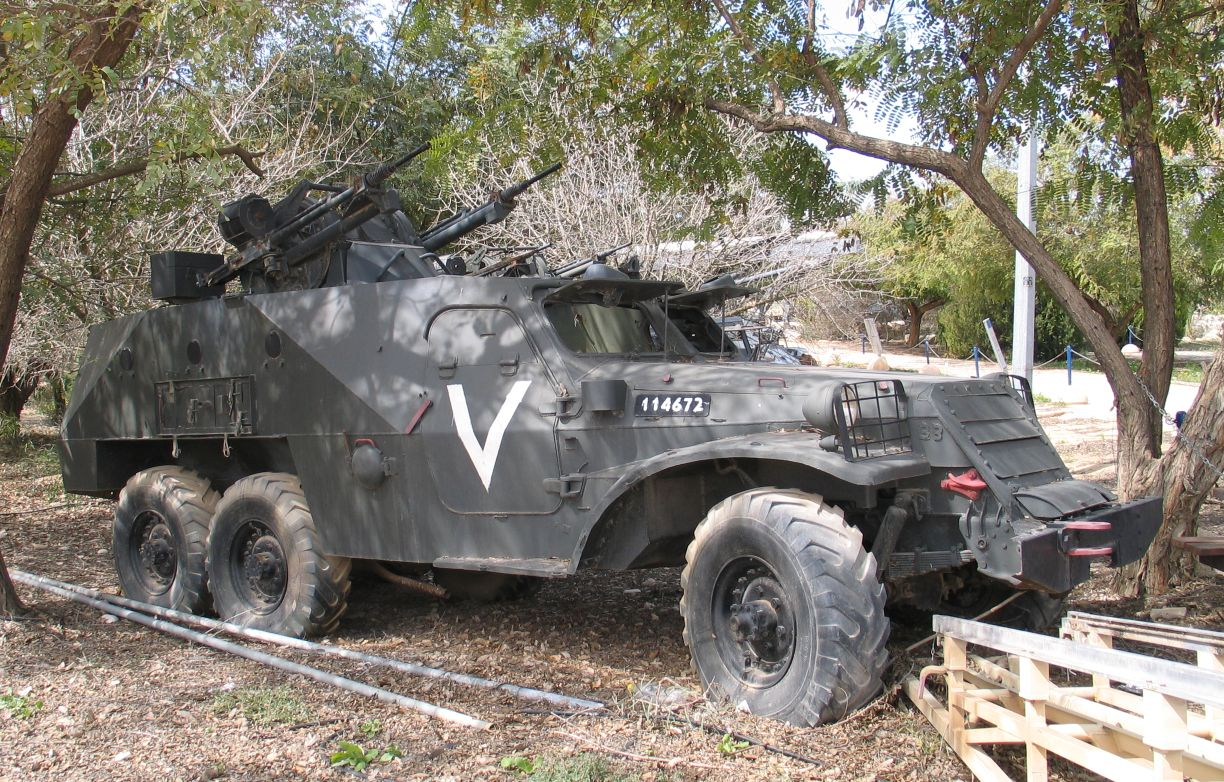
TCM-20 auf gepanzertem Träger BTR-152 in einem israelischen Museum

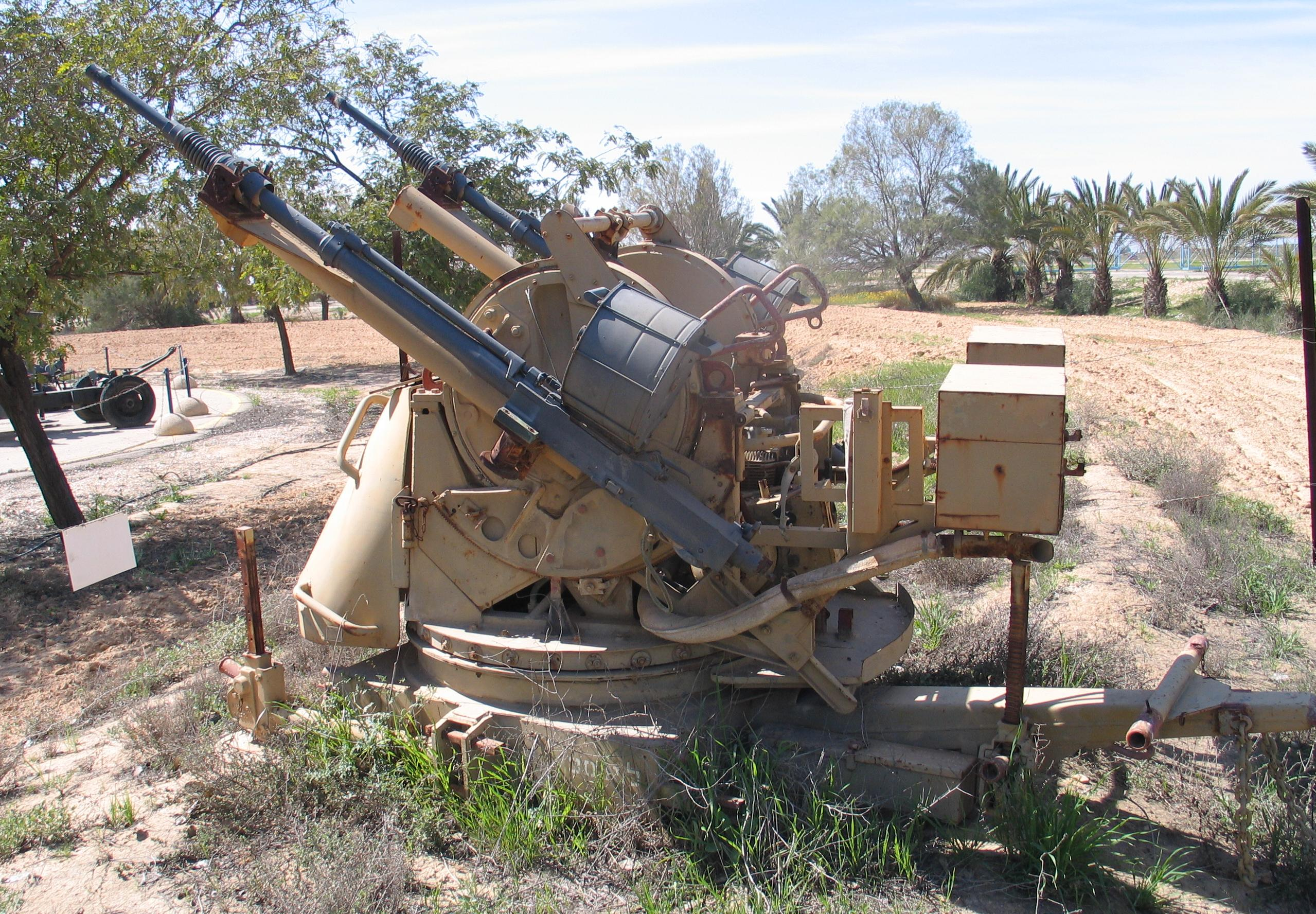
Seitenansicht der TCM-20

Die TCM-20 ist eine leichte israelische Flugabwehrwaffe.

## Geschichte
Nach der Gründung des Staates Israel übernahm die junge israelische Armee Flugabwehrfahrzeuge aus den USA, vornehmlich M3 mit vier 12,7-mm-Browning M2. Mit der Zeit war die Leistung dieser Waffe allerdings ungenügend. Bei der Suche nach einem größeren Kaliber stieß man bald auf die 20-mm-Maschinenkanone Hispano-Suiza HS.404. Man entwickelte zuerst eine Zugkraftwaffe, legte die TCM-20 aber so aus, dass sie auch problemlos auf Fahrzeuge montiert werden konnte. Die ersten fahrbaren TCM-20 wurden auf amerikanischen M3 und auf in den Nahost-Kriegen erbeuteten sowjetischen BTR-152 installiert. 
In den Kriegen im Nahen Osten konnte die TCM-20 ihre Vielseitigkeit unter Beweis stellen. Die Waffe ist sowohl zur Bekämpfung tieffliegender Flugzeuge und Hubschrauber als auch im Erdkampf einsetzbar.

## Technik
Die beiden Maschinenkanonen sind auf einer um 360° drehbaren Lafette aufgesetzt. Drehung und Höhenrichten erfolgt über einen Elektromotor, der seine Energie von einem mitgeführten Generator erhielt. 

## Technische Daten
- Kaliber: 20 mm
- Gefechtsgewicht: 1350 kg (Zugkraftgeschütz)
- Rohrlänge: 1,70 m
- Munitionstyp/Munitionsgewicht: hochexplosiv/122 g
- Mündungsgeschwindigkeit: 844 m/s
- wirkungsvolle Schusshöhe: 2000 m